# 김수지 (배구 선수)
김수지(1987년 6월 20일 ~ )는 대한민국의 여자 배구 선수이다. 포지션은 미들블로커로, 현재 인천 흥국생명 핑크스파이더스 소속 선수다. 
2006년부터 2014년까지 수원 현대건설 배구단(2006년부터 2009년까지는 현대건설 그린폭스, 2009년부터 2014년까지는 현대건설 힐스테이트)에서 뛰었으며 2014년부터 2017년까지 인천 흥국생명 핑크스파이더스에서 뛰었다. 2017년 화성 IBK기업은행 알토스로 이적하여 6시즌 간 뛰었으며, 2023 - 2024 시즌 다시 인천 흥국생명 핑크스파이더스로 돌아왔다.
2016년 리우데자네이루 하계 올림픽에 참가한 대한민국 여자 배구 대표팀의 일원으로 참가했다. 그의 여동생인 김재영도 배구 선수로 활동했었다.

## 경력

### 수원 현대건설 힐스테이트(2005-2014)
2005-2006 신인드래프트 1라운드 전체 3순위로 수원 현대건설 그린폭스(현 힐스테이트)에 입단하였다.2005-2006시즌을 데뷔를 치렀다. 신인왕은 김연경(엑자시바시 비트라)에게 돌아갔지만 주전으로 나설 가능성을 인정받았다.
하지만 2년뒤인 2007-2008시즌 드래프트 4순위 센터 양효진(현대건설 힐스테이트)이 입단하면서 입지가 다소 흔들렸고 2인자 신세가 되었지만 양효진을 뒤를받치면서 미들블로커 자리를 채웠다.

### 인천 흥국생명 핑크스파이더스1기
2013-14시즌 종료후 FA 자유계약선수를 신분을 되어 현대건설에서 흥국생명으로 이적하였고 이적시즌인 2014-15시즌을 치르면서 주전으로 발굴하였다.
2015-2016시즌 정규리그 3위를 차지했지만 황연주, 양효진이 버티고 있는 친정팀 현대건설 힐스테이트에 벽을 넘지 못하고 3위로 마감했다.
2016 리우데자네이루 올림픽 세계예선,리우올림픽 본선 국가대표로 발탁하면서 국제무대 경험을 하였고 2016-17시즌 정규리그 우승을 경험하였지만 챔피언
결정전에서 화성 IBK기업은행 알토스에 벽을 넘지 못하고 준우승을 하였다.

### 화성 IBK기업은행 알토스
2017년 5월 개인 세 번째로 FA 자유계약선수 신분이 되어 흥국생명과의 협상이 결렬되어 2016 - 2017 시즌 챔피언결정전 우승팀인 IBK기업은행 알토스로 이적하였다. 
이후 2022 - 2023 시즌까지 6시즌을 IBK기업은행 알토스에서 활약했다. 

### 인천 흥국생명 핑크스파이더스2기
2022-2023 시즌을 마치고 개인 다섯 번째 FA 자유계약선수 신분이 되었고, 계약기간 3년, 계약금 9억 3천만원(연봉 2억 7000만원, 옵션 4000만원 등 1년 보수 3억 1천만원)에 FA 계약을 체결하여 6시즌 만에 인천 흥국생명 핑크스파이더스로 복귀했다.

## 수상 경력

### 단체 수상

#### 국가대표팀
- 대한민국 여자 배구 국가대표팀
  - 아시안 게임
    -  3위 (1회) : 2018

### 개인 수상

#### 개인 클럽
- 인천 흥국생명 핑크스파이더스 (2014-2017)
  - V-리그
    - V-리그 베스트7: 2017

## 방송 경력

### 개인
- 2013년 4월 27일 무한도전 - 게스트 (327회 방송분 출연)
- 2020년 6월 7일 집사부일체 - 게스트 (123회 방송분 출연)
- 2021년 9월 1일 유 퀴즈 온 더 블럭 - 게스트 (121회 방송분 출연)
- 2021년 9월의 멋진 때의..라디오 스타-게스트 (  회 방송분 출연)